# En route vers de nouvelles aventures
En route vers de nouvelles aventures est le huitième tome de la série de bande dessinée Lou !, écrite et dessinée par Julien Neel. Il est sorti le 21 novembre 2018.

## Synopsis
Lou a grandi et évolué depuis sa rencontre avec Tristan. Elle souhaite apprendre à se connaître elle-même et décide de faire un road trip en solitaire. Elle traverse des villages différents à la recherche de réponses à ses questions existentielles et rencontre beaucoup de gens sur sa route. Elle rejoint Paul et s'arrête avec lui pour quelques semaines avant de reprendre sa route jusqu'à tomber sur Jeanne, une fillette attachante avec qui elle devient amie. 

## Éditions
- Glénat.

## Prix
- 2019 : Prix Babelio, catégorie Bande dessinée[1]